# Fonticula alba
Fonticula alba — вид грибоподібних організмів. 
На час відкриття віднесений до акразіоміцетів. 
На початку 2000-х перекласифікований до монотипового роду Fonticula.
2009 року відділ Fonticulida, до якого входив рід, запропонували включити до клади опістоконтів.